# Henryk Fiałkowski

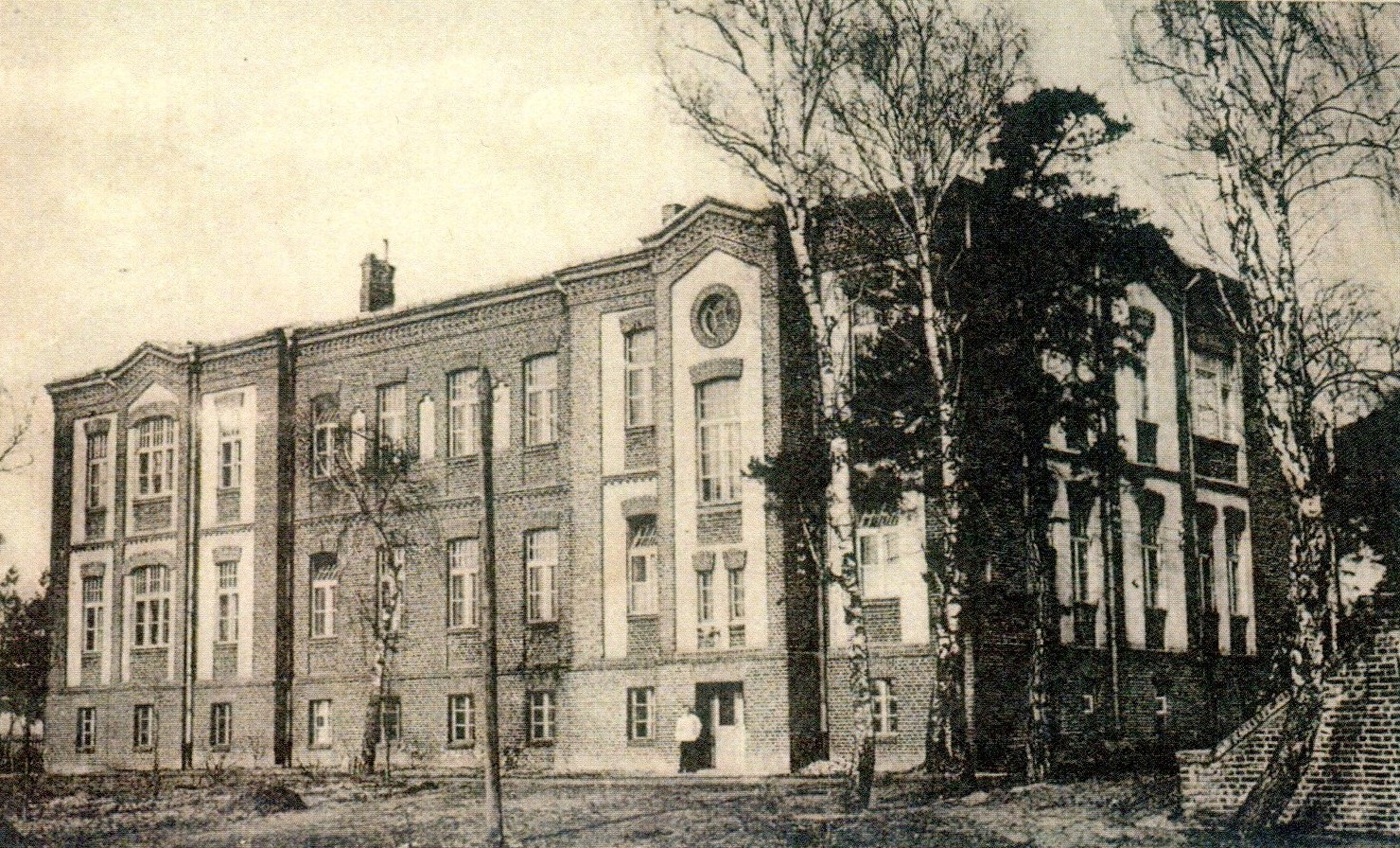
Najstarszy budynek szpitala powiatowego w Kole na pocztówce z ok. 1918 roku

Henryk Leon Fiałkowski (ur. 11 marca 1866 w Warszawie, zm. 20 stycznia 1929 w Kole) – polski lekarz i działacz społeczny. Budowniczy pierwszego współczesnego szpitala w Kole.

## Życiorys
Po ukończeniu studiów medycznych na Cesarskim Uniwersytecie Warszawskim, w 1892 rozpoczął pracę jako asystent na oddziale chirurgicznym Szpitala Ewangelickiego w Warszawie. Cztery lata później, bo śmierci swojej pierwszej żony wyjechał do Koła i osiadł tam na stałe. W 1910 został lekarzem miejskim i rozpoczął starania o wybudowanie w Kole szpitala powiatowego. Często podróżował w tym celu do władz guberni w Kaliszu oraz zorganizował komitet skupiających mieszkańców wspierających budowę szpitala w skład którego wchodzili m.in.: komisarz Rybnikow, inżynier Kulejowski, sekretarz Bentkowski, skarbnik Władysław Klimaszewski, ks. Wojciech Gniazdowski, Jerzy Sokolnicki (właściciel dóbr Powiercie) i Karol Kunde (zarządca donacji hr. Kreutza w Kościelcu). Komitet wspierali także inni właściciele ziemscy z powiatu kolskiego. Na czele komitetu stanął naczelnik powiatu Postawski.
Na poczet budowy szpitala, magistrat miejski przekazał mu plac w lasku za cmentarzem ewangelickim w Kole, przy szosie do Kościelca i przeznaczył na ten cel pewne fundusze z legatu, sprzedaży nieruchomości i majątku po kościele św. Ducha. Na rozpoczęcie budowy szpitala komitet dysponował kwotą ponad 40 tysięcy rubli, a do budowy na podstawie planów inż. Kulejowskiego przystąpiono już wiosną 1912 roku. Jesienią budynek szpitala stanął pod dachem i przystąpiono do robót stolarskich, a na wiosnę następnego roku wykonano wewnętrzne prace wykończeniowe. Brakowało jedynie mebli oraz sprzętu medycznego.
Prace zahamował wybuch I wojny światowej, po zajęciu miasta Niemcy urządzili w budynku szpital wojskowy. W tym czasie Henryk Fiałkowski został zmobilizowany do armii carskiej i przebywał poza Kołem. Jeszcze przed 11 listopada 1918 powrócił do Koła, a po odzyskaniu niepodległości objął we władzach powiatowych Wydział Lecznictwa i Zdrowotności. Podczas wojny polsko-bolszewickiej był członkiem Komitetu Obywatelskiego Obrony Kraju. W 1921 został lekarzem powiatowym i naczelnym lekarzem kolskiego szpitala. Jako dyrektor kolskiego szpitala sprowadził do miasta wielu specjalistów, m.in. internistę dr. Niedzielskiego oraz ginekologa dr. Leonarda Zuchowicza.
Oprócz pracy w szpitalu dużo czasu poświęcał działalności społecznej. Był założycielem i pierwszym prezesem Towarzystwa Wioślarskiego, które podczas jego kadencji wybudowało nad Wartą swoją przystań. Działał w Związku Lekarzy Obwodu Kolsko-Konińskiego i był prezesem Komitetu Redakcyjnego tygodnika „Życie Kolskie”. Działał także jako radny miejski oraz udzielał się w ochotniczej straży pożarnej.
Mieszkał w willi przy ulicy Kaliskiej (obecna ul. Mickiewicza). Zmarł 20 stycznia 1929 i pochowany został na cmentarzu rzymskokatolickim w Kole
W 1901 ożenił się z Eugenią Freudenreichówną (zm. 1903), siostrą Czesława Freudenreicha. Po jej śmierci ożenił się z Anną z Walewskich, z tego małżeństwa miał czworo dzeci.